# Sergejs Ivanovs
Sergejs Ivanovs (2 maggio 1971) è un ex calciatore ed ex giocatore di calcio a 5 lettone, di ruolo centrocampista.

## Carriera

### Club
Ha cominciato a giocare nel RAF Jelgava.
Nel periodo in cui ha giocato in nazionale militava nel Liepāja e nel Ventspils.

### Nazionale
Il suo esordio è avvenuto nel secondo tempo dell'amichevole contro l'Estonia disputata il 6 novembre 1994, entrando al posto di Aleksejs Šarando. Anche nel suo secondo e ultimo incontro (l'amichevole contro l'Azerbaijan disputata tre anni dopo) entrò nella ripresa, stavolta al posto di Oļegs Blagonadeždins.

## Statistiche

### Cronologia presenze e reti in Nazionale
| Cronologia completa delle presenze e delle reti in nazionale ― Lettonia | Cronologia completa delle presenze e delle reti in nazionale ― Lettonia | Cronologia completa delle presenze e delle reti in nazionale ― Lettonia | Cronologia completa delle presenze e delle reti in nazionale ― Lettonia | Cronologia completa delle presenze e delle reti in nazionale ― Lettonia | Cronologia completa delle presenze e delle reti in nazionale ― Lettonia | Cronologia completa delle presenze e delle reti in nazionale ― Lettonia | Cronologia completa delle presenze e delle reti in nazionale ― Lettonia |
| Data                                                                    | Città                                                                   | In casa                                                                 | Risultato                                                               | Ospiti                                                                  | Competizione                                                            | Reti                                                                    | Note                                                                    |
| ----------------------------------------------------------------------- | ----------------------------------------------------------------------- | ----------------------------------------------------------------------- | ----------------------------------------------------------------------- | ----------------------------------------------------------------------- | ----------------------------------------------------------------------- | ----------------------------------------------------------------------- | ----------------------------------------------------------------------- |
| 6-11-1994                                                               | Ozolnieki                                                               | Lettonia                                                                | 0 – 0                                                                   | Estonia                                                                 | Amichevole                                                              | -                                                                       | 46’                                                                     |
| 19-8-1997                                                               | Riga                                                                    | Lettonia                                                                | 0 – 0                                                                   | Azerbaigian                                                             | Amichevole                                                              | -                                                                       | 46’                                                                     |
| Totale                                                                  |                                                                         | Presenze                                                                | 2                                                                       |                                                                         | Reti                                                                    | 0                                                                       |                                                                         |